# パウル・ゲルハルト

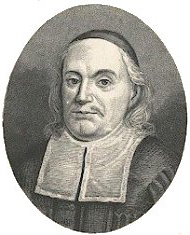
ゲルハルト

パウル・ゲルハルト（Paul Gerhardt, 1607年3月12日 - 1676年5月27日）は、ドイツ、ブランデンブルク＝プロイセンの福音主義（ルター派）教会牧師、讃美歌作詞者。ゲルハルトはドイツの最も偉大な讃美歌作者であると見なされている。「血しおしたたる」などの彼の代表的賛美歌は英語・日本語の讃美歌集にも収録されている。彼が牧師として奉仕したベルリンやブランデンブルク地方のルター派教会は現在ベルリン＝ブランデンブルク＝シュレージシェ・オーバーラウジッツ福音主義教会に属している。いずれも教会組織としては合同教会に属しているが、ルター派教会の礼拝をおこなっている。

## 生涯

### グレーフェンハイニフェン時代

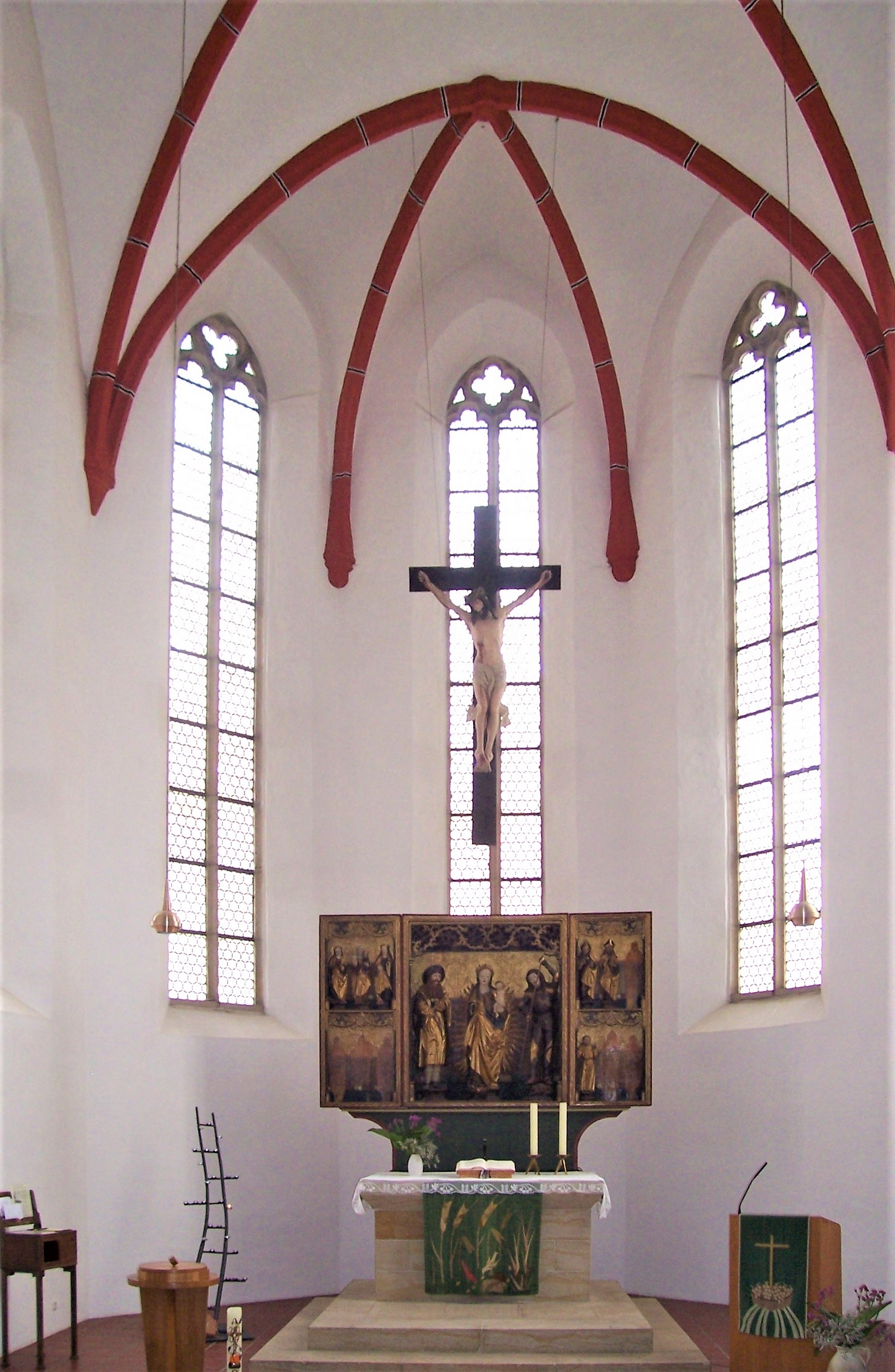
両親が結婚式を挙げたニコライ教会の祭壇

パウル・ゲルハルトは4人兄弟の2番目の子として飲食店を経営する家族の次男として、ハレとヴィッテンベルクの間の小さい町グレーフェンハイニフェンで生まれた。彼は父方の祖父の洗礼名を授かっている。彼の父、クリスチャン・ゲルハルトは1605年5月12日、ザクセン選帝侯領アイレンブルクにあるニコライ教会でザクセン領邦教会アイレンブルク地区長の娘ドロテア・スタルケと結婚式を挙げ、現在のザクセン＝アンハルト州グレーフェンハイニフェンに居を構えた。その地で長男クリスチャン、次男パウル(1607)、長女アンナ(1612)、次女アグネス(1619)が生まれた。
彼の父クリスチャン・ゲルハルトは家族を自身の飲食店経営によって養った。さらに、市参事会にも加わり、3度市長に選ばれている。パウルは街にある学校に通い、ラテン語と合唱の基礎知識を得た。ザクセン選帝侯領に住む領民たちと同様にゲルハルトも30年戦争によって飢餓、疫病の流行、兵士たちによる略奪に苦しめられた。彼の父は1619年に亡くなり、母も1621年に死去した。

### グリンマ時代
1622年4月からパウル・ゲルハルトはライプツィヒ近郊のグリンマにあるギムナジウムに通った。彼の兄も通ったギムナジウムであり、ザクセン選帝侯領の牧師と官僚を多く輩出した名門校であった。そこでは、ルター派正統主義の神学者レオンハルト・フッターの著作『Compendium』(神学概論)が主要なテクストとして使われており、その内容がゲルハルトの神学的理解に影響を与えている。さらに、そのギムナジウムで中世の学芸とされていた自由七科 の文法学、修辞学、論理学、算術、幾何、天文学、音楽と詩学を学んだ。彼はこの学校を期待通りの成果を得て卒業している。修了証書には勤勉さ、従順さ、才能に秀でていると書き記されていた。終了試験に合格した3日後の1627年12月15日にパウル・ゲルハルトはこのザクセン選帝侯領のギムナジウムを離れ、大学に入学するためにヴィッテンベルクに旅立った。

### ヴィッテンベルク時代

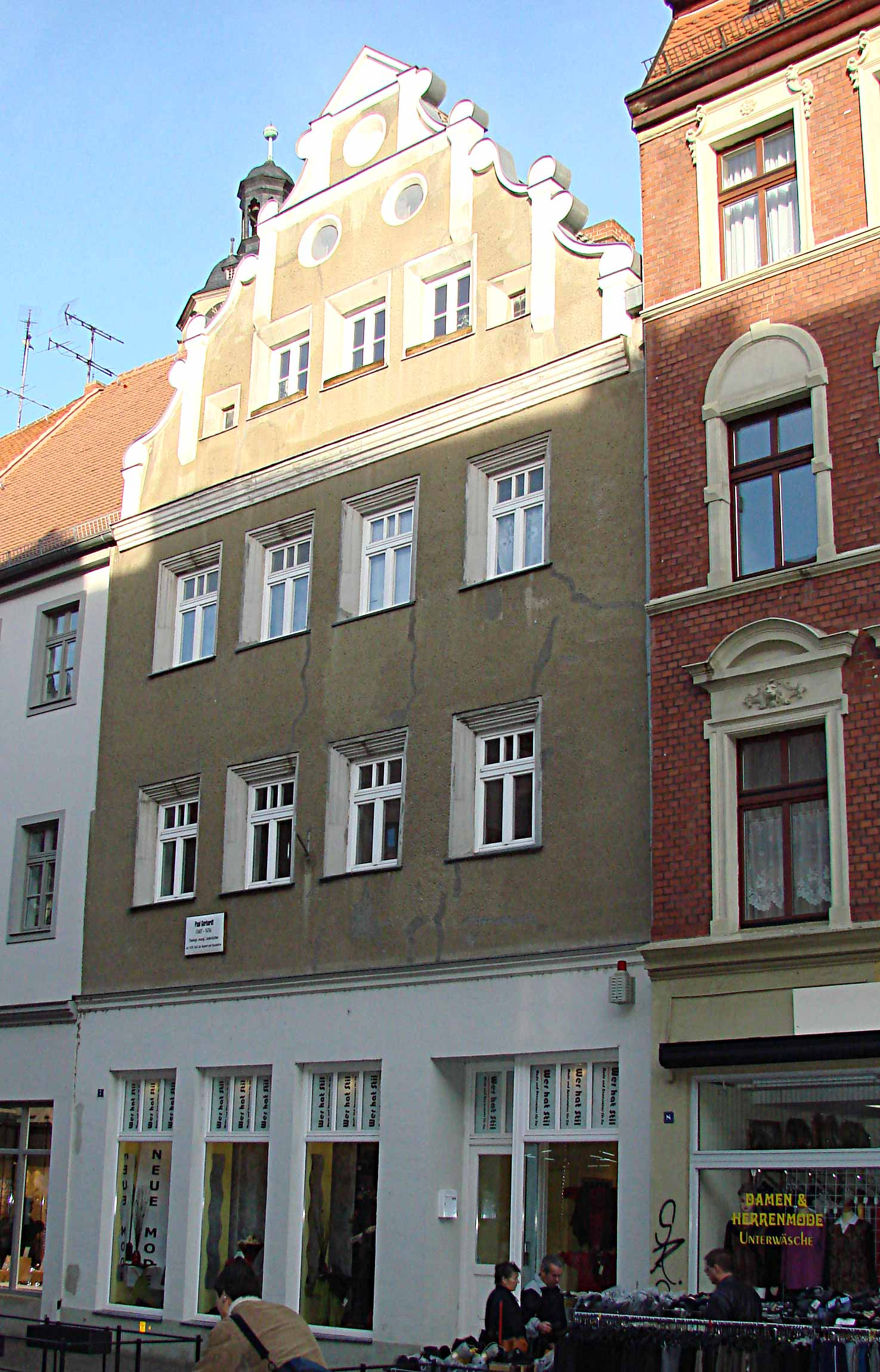
ヴィッテンベルクでのパウル・ゲルハルトの住居(2006)

1628年1月2日、ゲルハルトはヴィッテンベルク大学神学部と哲学部に入学を許可された。すでに彼は実家とギムナジウム等でマルチィン・ルターの教えに取り組んでいた。ヴィッテンベルク大学で彼はルター派正統主義の著名な神学者たち、さらにアウグスト・ブフナーのような詩作家から教えを受けた。そこで学と知己を得たことで、ゲルハルトは敬虔さと詩作を重ね合わせることになり、後に彼の作った賛美歌に影響をもたらすことになった。
修学時の金銭的援助としてヴィッテンベルク市区教会牧師で地区長補佐であったアウグスト・フライシュハウアーから家庭教師の職を提供され、ゲルハルトはその牧師館に住み込んだ。当時のヴィッテンベルクには30年戦争のため多くの避難民が押し寄せていた。さらに1636/37年においてペストが大流行した。当地の教会はペストによる犠牲者名簿を作成している。1637年4月7日、パウル・ゲルハルトの出生地周辺がスウェーデン軍によって完全に破壊された。1637年11月7日、ゲルハルトの兄クリスチャンが亡くなっている。ヴィッテンベルクでの様々な経験はパウル・ゲルハルトに大きな影響を与えた。1642年4月26日、そこでハンブルクの教授の息子の文学修士合格を祝うために、最初の機会詩をゲルハルトは書いた。

### 第1ベルリン時代
1643年、ゲルハルトはヴィッテンベルク大学での学びを終え、ベルリンへ向かった。当時のベルリンは30年戦争とペスト、天然痘と赤痢によって人口を半分以上減らしていた（戦争前1万2千人が終戦時5千人になった）。ベルリンにおいてゲルハルトはベルリン上級地方裁判所吏員のアンドレアス・ベルトホルト家において家庭教師の職を得た。家主の娘との結婚式に際して、ゲルハルトは頌歌の詞を作った。
戦争体験は作詞におけるモティーフになり、さらにゲルハルトは神学的主題を歌詞に加えた。同時に彼は同時代に生きる人々に新しい勇気と希望を与えた。1657年から1667年まで牧師としてベルリン・ニコライ教会に奉職していた時、霊的な癒しによって職責を果たした。ニコライ教会には1622年以来ヨハン・クリューガーがカントールとして働いており、1640年に最初の賛美歌集Praxis pietatis melica, 『歌による敬虔の修練』を出版していた。このニコライ教会でゲルハルトとヨハン・クリューガーは協同作業を始めた。1647年にクリューガーは自身の賛美歌集を新たに出版した。ゲルハルトもこの新しい賛美歌集に18篇の歌詞を提供している。この賛美歌集は好評で、1653年には53版になった。さらに、ゲルハルトは当時のルター派福音主義教会のベルリン地区長ペトルス・フェアーと親交を結んだ。

### ミッテンヴァルデ時代

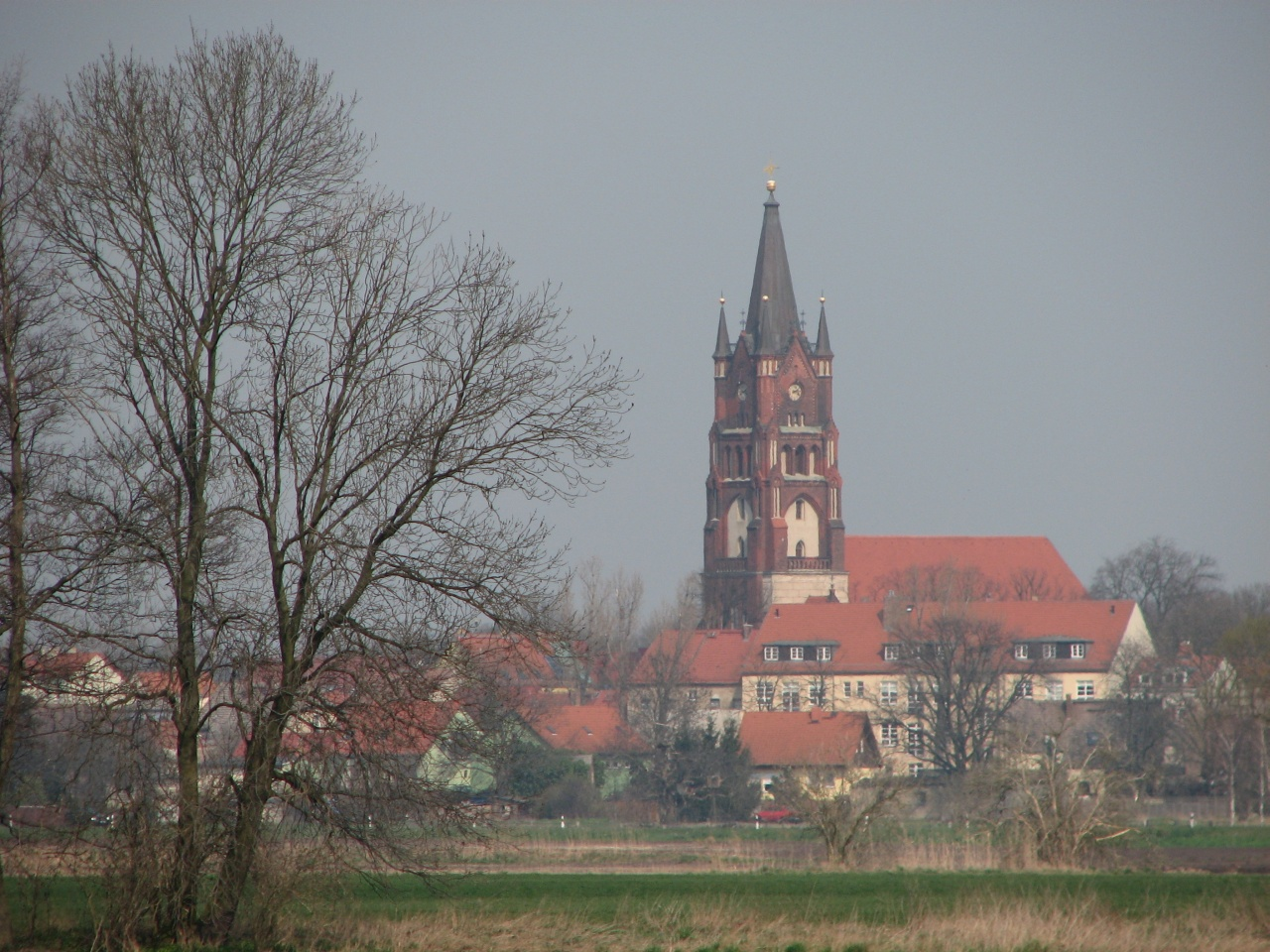
ミッテンヴァルデ・聖モーリッツ教会

1651年にベルリンの南にあるミッテンヴァルデ(現ブランデンブルク州ダーメ＝シュプレーヴァルト郡)地区長牧師が亡くなり、30年戦争からの復興を鑑みて市参事会は密接な関係を持つベルリン教会参事会に地区長を担う牧師の補充を願い出た。それに対してベルリン教会参事会は市内の教会共同体においてルター派牧師としての勤勉さと学識の豊かさで高い評価を得ているとして、パウル・ゲルハルトを推薦した。1651年9月28日の試験説教の後、神学的審問を教会事務局から受けた。1651年11月18日にベルリン・ニコライ教会においてルター派の和協信条を順守することを誓った上で牧師に任職された。
11月30日にミッテンヴァルデでパウル・ゲルハルトは牧師職に就いた。礼拝時における説教のような通例の職務を行い、さらに洗礼、葬儀、罪の告白、埋葬式に含まれる聖餐式も執り行った。ゲルハルトの新任地区長としての職務はケーニヒス・ヴスターハウゼン、グレーベンドルフ、トイピッツ、グスゾーにいる１1人の牧師たちを監督することも含んでいた。
牧師としての職務に加えて、ゲルハルトはミッテンヴァルデにおいて詩作に励んだ。1653年、クリューガー賛美歌集の第5版が出版された。そこにおいてゲルハルト作詞の新たな賛美歌64編が含まれている。この時期、受難曲「血しおしたたる」を彼は書いている。この著名な受難曲はクリューガー賛美歌集の次の版(1656)に載っており、現在世界遺産にも含まれている。この曲はアルヌルフ・フォン・レーベンによるラテン語詩文「Salve Caput Cruentatum」から翻訳されて作られた。以前はクレルヴォーのベルナール(1090-1153)による詩文とされていた。この受難曲はヨハン・ゼバスティアン・バッハのマタイ受難曲において導入部に含められている。
1655年2月11日、パウル・ゲルハルトはアンドレアス・ベルトルトの娘アンナ・マリア(1622年5月19日生まれ)と結婚した。ゲルハルト夫妻はベルリン地区長ペトルス・フェアーの司式で婚礼をベルリンで挙げた。その後1656年5月19日に娘マリア・エリザベートが生まれたが、半年後の1657年1月28日に亡くなった。ゲルハルトの長女はミッテンヴァルデに埋葬され、聖モーリッツ教会に銘板が残されている。他の4人の子供が生まれたが、3人（アンナ・カタリーナ、アンドレアス・クリスチャン、アンドレアス）は早世した。パウル・フリードリヒだけが両親よりも後世まで生きることができた。

### 第2ベルリン時代

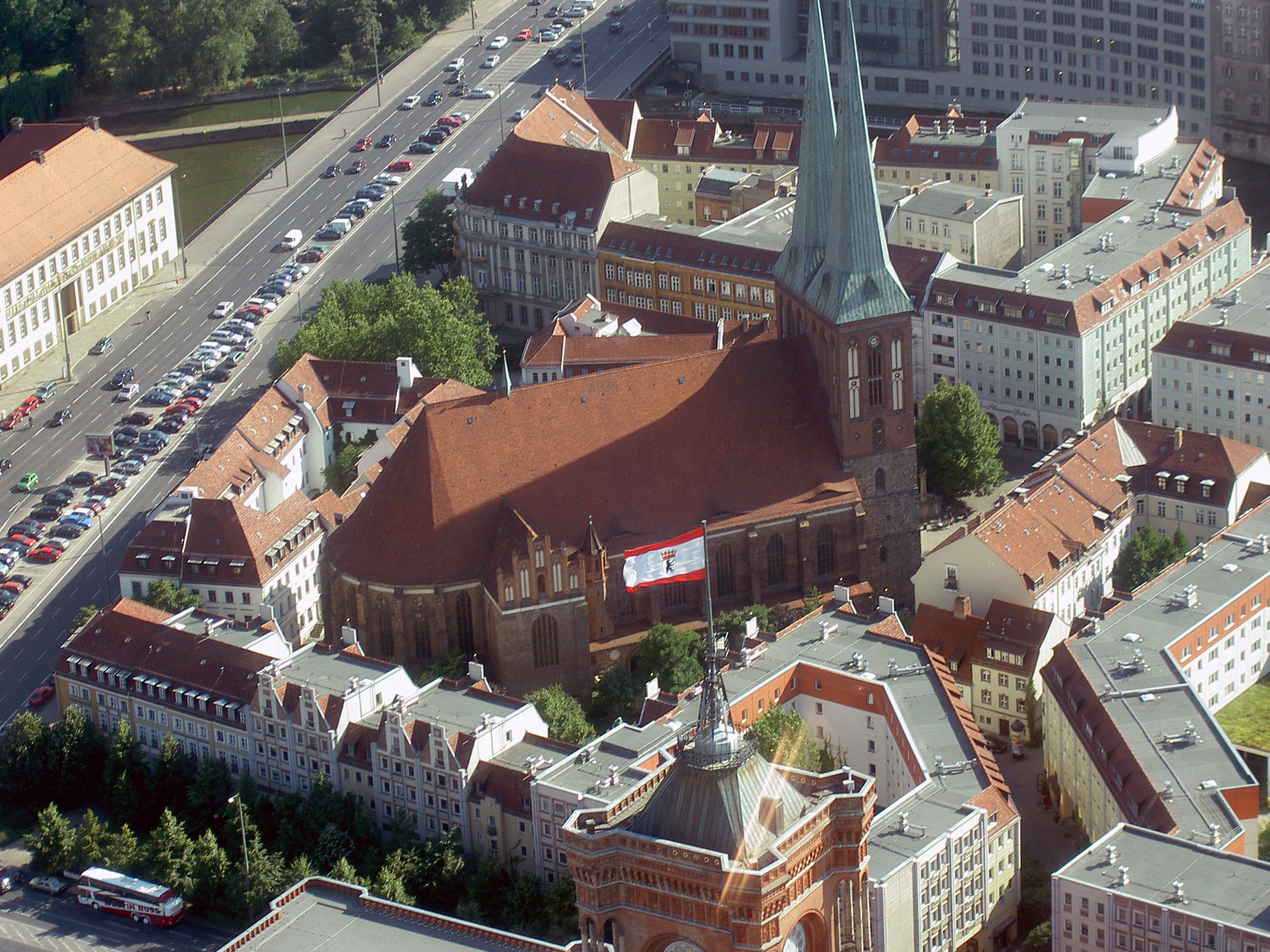
ベルリンテレビ塔から見るニコライ教会

1657年5月、ベルリン市ミッテ区にあるニコライ教会はパウル・ゲルハルトを副牧師に招聘することを決め、彼に通知した。その後、6月4日になってゲルハルトはこの招聘に同意した。6月22日に彼は最初の職務として幼児洗礼を授けた。この時期、彼は妻と一緒にベルリン、クロイツベルク区シュトララウアー通り38番地にある牧師館に住んだ。
1613年、ブランデンブルク選帝侯 ヨーハン・ジギスムントはルター派教会から改革派教会に改宗した。しかし、選帝侯は改革派への改宗をブランデンブルクの領民には求めず、大半の住民はルター派にとどまった。このためブランデンブルク選帝侯領において領邦君主と領民の宗派が異なるという状況が生れた。1555年に成された決議アウクスブルクの和議において領邦君主の宗教選択権が保証され、領邦君主と領民の教派の統一がおこなわれていた。改宗後の ヨーハン・ジギスムントの宗教政策はこの決議から逸脱するものであった。しかしながら、再三再四、信仰告白をめぐる対立がブランデンブルク選帝侯領で生じた。1662年、フリードリヒ・ヴィルヘルム (ブランデンブルク選帝侯) は領民に向けてヴィッテンベルク大学での修学を禁止する布告を出している。当時のヴィッテンベルク大学がルター派正統主義の本拠地であったからである。同時期に「ベルリン宗教会議」を開催し招集したが1663年に成果を挙げないまま中断を余儀なくされた。
当時のブランデンブルク＝プロイセン においてルター派神学者たちの不満がベルリンを中心に現れていた。ゲルハルトもその両派の論争に加わり、改革派教会との統合はシンクレティズムになると見なして、ルター派の立場を強く主張した。フリードリヒ・ヴィルヘルム (ブランデンブルク選帝侯) の政治にとって、ルター主義者たちの頑な姿勢は都合の良いものではなかった。フリードリヒ・ヴィルヘルム (ブランデンブルク選帝侯) はこの教派対立において選帝侯国の政治的安定が脅かされると見なし、1664年9月16日の「寛容勅令」を布告した。ルター主義の立場から見ると改革派教会の教説を含んだこの選帝侯の勅令は受け入れ難いものであった。彼らから見れば「寛容勅令」は、改革派教会と呼ばれる異端的な宗教の受容し、純粋なルター派信仰から逸脱したものであった。しかしながら、ブランデンブルク選帝侯は頑ななルター主義者たちに「寛容勅令」を受け入れた上で署名するように求め、署名を拒んだものは領邦教会（ブランデンブルク領邦教会の首長は選帝侯であり、領内の聖職者たちの人事権を握っていた）から罷免するとした。
1666年1月31日、ゲルハルトも「寛容勅令」に署名するように求められた。他の多くのルター主義者たちと同様に、彼は署名を拒んで2月13日にニコライ教会牧師の職務から外された(牧師職という地位は維持していた)。ベルリン教区民たちはゲルハルトのニコライ教会牧師離職に賛成せず、「寛容勅令」に署名しなくても復職を可能にする請願書を選帝侯に提出し、ベルリン市参事会も同様に請願した。しかし、その市民たちによる請願書は選帝侯によって却下されてしまった。ゲルハルトはベルリン市外においても名声を得ていたので、マルク・ブランデンブルク地方の領邦等族たちもゲルハルトの人事問題に介入してきた。その後、1667年1月12日になって選帝侯は解職されたルター主義者たちの中でゲルハルトのみ復職を許した。しかし、ゲルハルトは信仰と道義上の理由からこの復職を拒んだ。そのため、1667年2月4日、選帝侯はゲルハルトを領邦教会の牧師職から解任した。それによって、ゲルハルトは収入を絶たれた。
1666年において、パウル・ゲルハルトは翌1667年までに出版するため讃美歌集の小冊子を用意し始めた。これは1667年に最初の作品集として「霊的祈祷歌集」と名づけられて出版された。ベルリン・ニコライ教会の新カントールヨハン・ゲオルク・エーベリンクの編集によって、この讃美歌集は出版されている。この版はベルリンとフランクフルト・アン・デア・オーダーで出版された。この讃美歌集はゲルハルト作詞の120の賛美歌を含み、その中で26の賛美歌詞は新作であった。同時期、彼の妻アンナ・マリア1967年3月に死去している。

### リュッベン時代

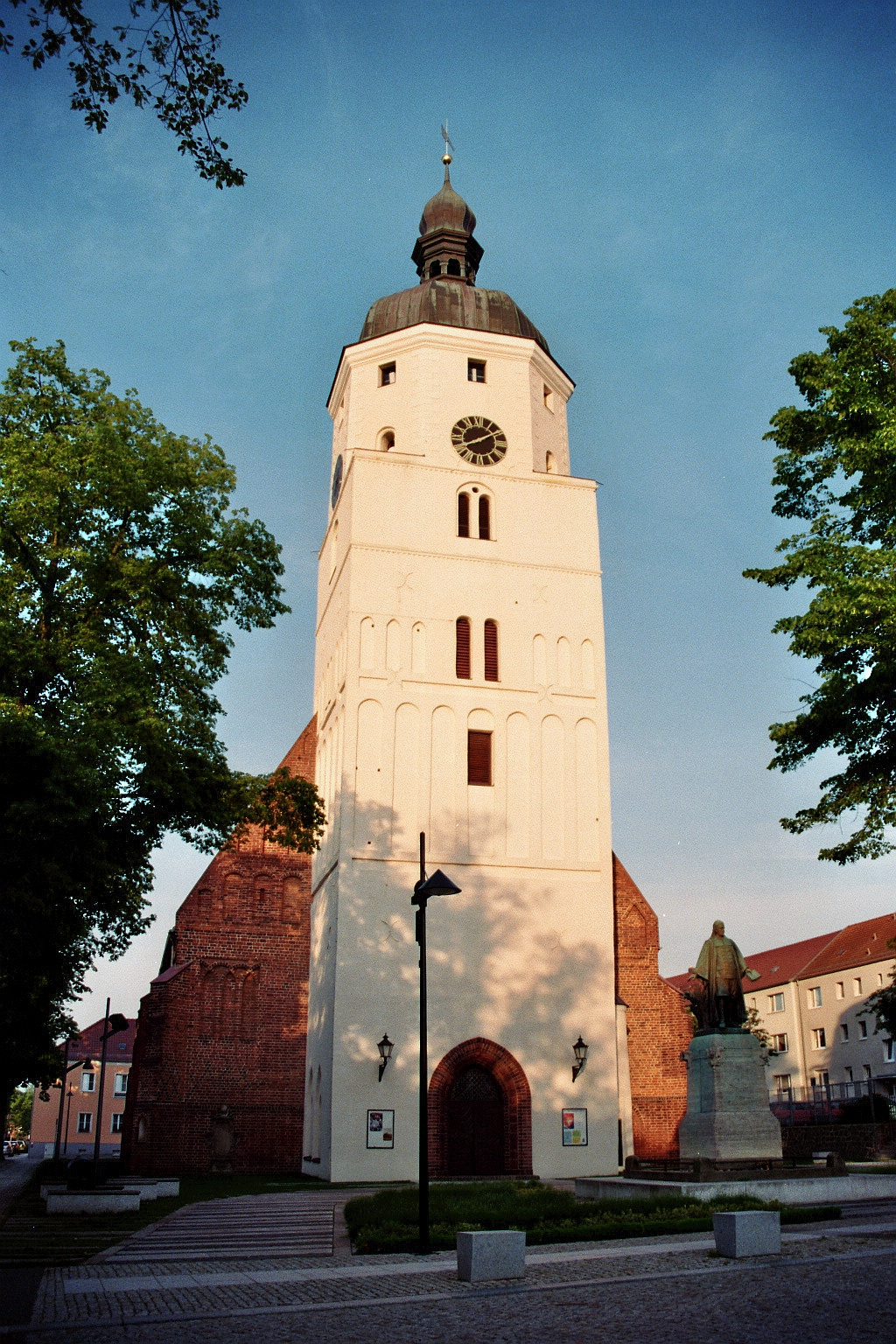
Paul-Gerhardt-Kircheパウル・ゲルハルト教会(リュッベン)

1668年9月5日、リュッベン (シュプレーヴァルト)の牧師が死去したため、リュッベン市参事会は後任の適任者を探していた。当時のリュッベンはブランデンブルクではなく、ザクセン選帝侯領に属していたので、1668年10月14日に客員説教者としてパウル・ゲルハルトを招くことを決定した。1668年10月29日、彼は市長と市参事会によって教区長補佐として当時のニコライ教会に赴任することになった。なお、リュッベンは1815年にプロイセン王国に属することになり、教会組織もルター派教会から合同教会に変わった。ニコライ教会は現在ベルリン＝ブランデンブルク＝シュレージシェ・オーバーラウジッツ福音主義教会に属しており、名称もパウル・ゲルハルト教会(リュッベン)に変わっている。息子の病気と牧師館改築のため、リュッベン赴任は1669年6月16日まで延期された。リュッベンにおいてゲルハルトは霊的な牧会と教会組織に関する働きで教会共同体を満足させる形で成し遂げた。質素な生活をしながら1676年5月27日に70歳で死去した。

## 影響

### 抒情詩人としてのゲルハルト
若い時期に体験した戦争、病気、死はゲルハルトに影響を及ぼした。とりわけ、これらの体験は彼の詩作において何度も反映している。詩に込められている素朴さ、暖かい心情、そして歌い易さが彼の賛美歌を国民的楽曲に成長させた。彼自身が作詞したものであっても、聖書の詩編、あるいは、アルヌルフ・フォン・レーベンによるラテン語詞、ヨハン・アールントによる祈祷文がオリジナルであっても、常にゲルハルトによって誰もが知っている内容に感情豊かな形で改定されていた。
わかり易い言葉で形作られていたゲルハルトの抒情詩はキリスト教会、日常の時、四季、結婚生活や家庭生活をテーマにしていた。降臨節の賛美歌„Wie soll ich dich empfangen“で教会暦が始まり、„Fröhlich soll mein Herze springen“と„ Ich steh an deiner Krippen hier“（「まぶねのかたえにわれは立ちて」 賛美歌107）のようなキリスト降臨祭の賛美歌が続き、„O Haupt voll Blut und Wunden“ （血しおしたたる賛美歌136）のような受難節賛美歌が彼の詩作世界に登場する。復活祭と聖霊降臨祭は春に芽吹いた自然への喜びと結びつけられている。ゲルハルトは動物と植物をも親しんでいる。„Geh aus, mein Herz, und suche Freud“（「いざゆけ、野山に」賛美歌第二編143）において、彼は夏の花盛り土地を表現し、雨降る日々と光り輝く日々をも描いており、それは現世の苦しみと幸福を指していた。彼は主婦に向けた賛辞を示した上で、子供の墓地の前に立ち尽くす両親にも寄り添っていた。
さらに、ゲルハルトは„Gib dich zufrieden und sei stille“ , „Warum sollt ich mich denn grämen“, „Ich bin ein Gast auf Erden“のような慰めの賛美歌を作詞した。戦争による苦境と平和への憧憬が再度ゲルハルトの歌詞において記されていた。30年戦争終結時、彼は感謝の賛歌を作詞し、そこには昔の平和と友情の言葉が響きわたっていた。
今日パウル・ゲルハルトとして知られている作品は139編のドイツ語歌詞と15編のラテン語歌詞があり、ヨハン・クリューガー、ヨハン・ゲオルグ・エーベリングとヨハン・ゼバスティアン・バッハによって曲が付けられている。ゲルハルト自身はつつましく、慎重で、地味な詩人であった。彼は文学的名声を得ることなく、自身の生活に満足していたのである。彼は名声を望まず、ただ詞において敬虔さ、生きる希望と勇気を人々に与えようと創作活動をした。それでも、過酷な環境を共に体験しながら、人の心を動かす詩作に従事した。
ゲルハルトは詩作によって教会的、個人的敬虔へ向かうように人間を呼び覚ました。同時に彼の作品は教会的信仰の持つ客観性から人間的感情へと、さらに教派的賛美歌から建徳的歌曲へと転換していった。マルティン・ルターにおいて共同体を神に呼びかけていたが、ゲルハルトにおいては個々人に向けて呼びかけている。ゲルハルトの歌詞は新時代のドイツ抒情詩の先駆けでもあり、後にゲーテが完成させたバロック的詩作へ至る道を指し示していた。

### 重要性とその影響
パウル・ゲルハルトが牧師、詩人として生きていた時代は既に数百年前であるにもかかわらず、今日においても彼の詩作の影響力は持続している。彼の歌詞は深い宗教的特徴と全ての面で宗教的に刻印されたペリオーデという特徴的表現を含むものである。ゲルハルトにおいて、ルター派正統主義の伝統が根づき、保持しているのは確かであるが、彼固有の自然な思考と感情も表現されている。
特定の教派で歌われていた賛美歌がキリスト教会全体の礼拝賛美歌へ発展させた功績がゲルハルトにある。彼の歌詞は民族的、キリスト教信仰の家族的賛美歌へと発展していった。
パウル・ゲルハルトの賛美歌は出版後すぐに他の賛美歌集にも採用された。啓蒙主義時代において過小評価されたが、その時代において彼の賛美歌は何度も改訂された。解放戦争 (ドイツ) 後、ロマン派が登場した1815年から1848年までの「三月前期」の時期において、ゲルハルトの詩作は「言葉と教会的詩作によって」というエルンスト・アルントの詩などで改めて賞賛された。
フェリックス・メンデルスゾーンによるバッハ受難曲の再発見はゲルハルトのコラールを新たに広めることになった。彼の多くのコラール詩句がドイツの福音主義教会の堅信礼教育に用いられるようになった。
ゲルハルトの詩作群は時代を超えて影響力を与えているだけでなく、教派と言語の違いを超えて存在し続けている。彼の詩作群はオランダ語、フランス語、英語、スペイン語、さらにアフリカ、アジア諸国の言語に翻訳され、ローマ・カトリック教会と改革派教会の多くの讃美歌集にも採用されている。それゆえ、ゲルハルトはエキュメニカル運動の詩人という存在になっている。ゲルハルトはあらゆる祝祭日に向けた歌詞を作った。それ故、彼のテクストに関する議論は常に存在している。
現在のドイツ福音主義教会の賛美歌集EG (1993)には26編のゲルハルトの賛美歌が含まれている。特定の州教会向けの版には別の4編の賛美歌が含まれている。スイスの福音主義改革派教会の賛美歌集には25編のゲルハルトの賛美歌が含まれている。ドイツのローマ・カトリック教会の聖歌集には7編のゲルハルトの歌が含まれている。

### 回顧行事

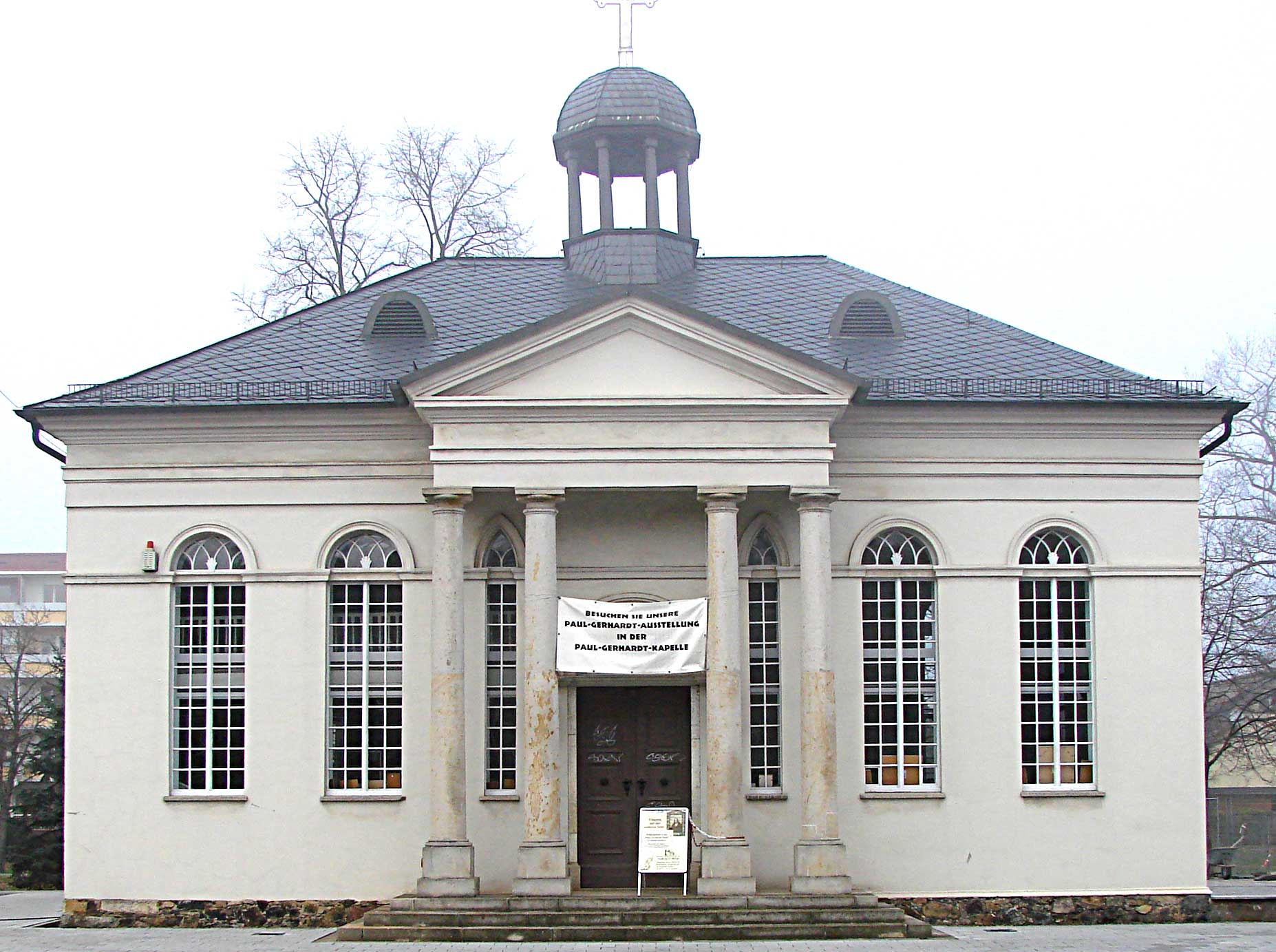
グレーフェンハイニフェンにあるパウル・ゲルハルト礼拝堂

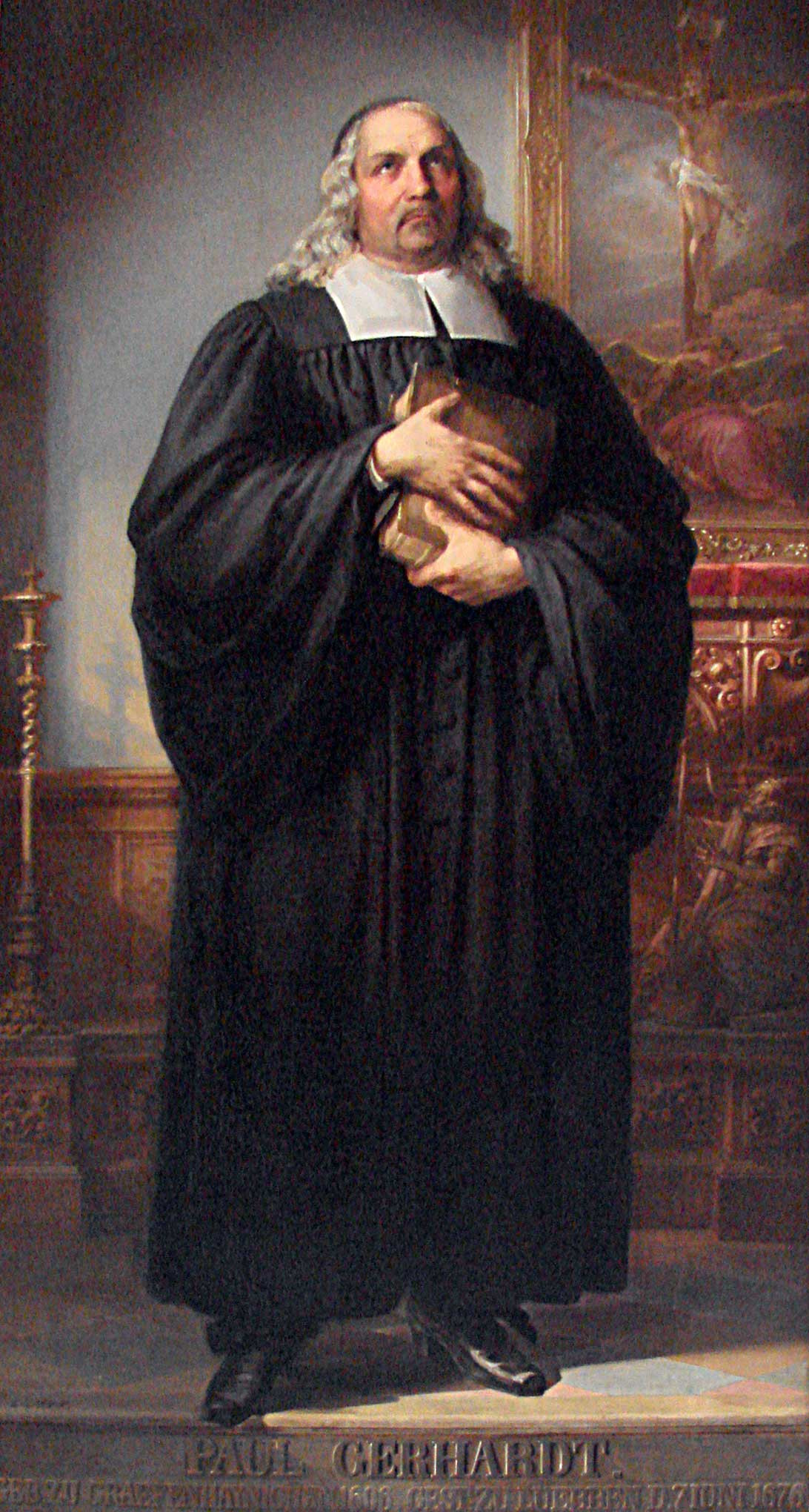
フリードリヒ・ヴィルヘルム4世から寄贈された肖像画

パウル・ゲルハルトの没後200年にあたる1876年、リュッベンに記念銘版が設置された。その記念銘版は1976年に新しいものに取り替えている。1907年、教会の前にゲルハルトの記念像も設置した。1930年に教会正面入り口部分に塔をつけ、ゲルハルトの詩文銘版も設置した。
1830年、ゲルハルトの生誕地グレーフェンハイニフェンで彼を記念してパウル・ゲルハルト礼拝堂、1907年にパウル・ゲルハルトの家を建設した。そこでは1911年に彫刻家フリードリヒ・プファンシュミットによって制作された記念像も設置された。1840年に即位したプロイセン王 フリードリヒ・ヴィルヘルム4世は以前の選帝侯フリードリヒ・ヴィルヘルム (ブランデンブルク選帝侯) とは異なり、ゲルハルトの信仰を高く評価し賞賛した。ルター都市ヴィッテンベルクはゲルハルトの功績を記念するためにパウル・ゲルハルト神学校とパウル・ゲルハルト通りを設置した。パウル・ゲルハルトの住居に記念銘版も取り付けられた。砂岩から出来た記念銘版が1924年からゲルハルトの住居の裏側に取り付けられている。
1950年、ミッテンヴァルデ・聖モーリッツ教会にパウル・ゲルハルトを説教者、詩作家として顕彰する内陣窓が設置された。2001年7月14日の記念礼拝後、この街の地区教会の南側に記念像の除幕式がおこなわれた。この記念像は1905年に作られたフリードリヒ・プファンシュミットによる石膏像をモデルにしている。記念像はベルリンにあるパウル・ゲルハルト施設にあるディアコニア看護学校にも設置されている。ベルリンのニコライ教会には1957年以来記念銘版が取り付けられている。この横に1999年にゲルハルトとクリューガーの功績を讃える新たな銘版も取り付けられた。
同じ、1957年にドイツ連邦郵便から生誕350年を祝う記念切手が発行された。その切手には彼の肖像が入っていた。
1961年、ゲルハルトの抒情詩人としての作品に注目した最初のレコード全集が登場した。
ゲルハルトの形跡は彼の働いた諸都市においてのみ見られるものではない。彼は詩人として市区境界を越えて働いたのであり、彼の名前は数多くのドイツの都市、教会、学校、幼稚園、施設、街路に見出せる。このような諸施設はパウル・ゲルハルトの名を追憶の中において保つ働きをしている。
2007年において生誕400周年が祝われた。これを機会に保守的な信仰者と見なされるミュージシャンであるディーター・ファルクとザラ・カイザーがゲルハルトの曲をジャズ風に編曲して発表した。一部の者たちはこの現代風編曲において、フェミニスト神学や解放の神学の勃興に対抗する神学的正統派によるカウンターと見なした。その編曲の背後に保守主義と敬虔主義を一致させた新たな神学的な傾向を見ていたのである。